# Bertrand-François Mahé de La Bourdonnais
Bertrand François Mahé de La Bourdonnais (Saint-Malo, 1699 - Paris, 1753) foi um navegador, militar e político francês. Ficou mais conhecido como governador das ilhas francesas do Oceano Índico, Bourbon e Ilha de França.
O seu nome está também associado à ilha de Mahé, a principal das Seychelles, e à cidade de Mahé, na costa de Malabar, na Índia, que é parte do território de Puducherry (antes conhecido como Pondicherry, uma colónia francesa).